# Rio Poti
Rio Poti är ett periodiskt vattendrag i Brasilien.   Det ligger i delstaten Piauí, i den östra delen av landet, 1 300 km norr om huvudstaden Brasília.
Omgivningarna runt Rio Poti är huvudsakligen savann. Runt Rio Poti är det tätbefolkat, med 442 invånare per kvadratkilometer.